# Rho (litera)
Rho (ro, st.gr. ῥῶ, nw.gr. ρω, pisana Ρρ lub ϱϼ) – siedemnasta litera alfabetu greckiego. W greckim systemie liczbowym oznacza liczbę 100.

## Użycie jako symbolu

### Ρ
Majuskuły rho nie używa się jako symbolu, ponieważ wygląda ona tak samo jak łacińska litera P.

### ρ
- W statystyce często używana do oznaczania rozmaitych miar zależności statystycznej, np.
  - współczynnik korelacji Pearsona
  - współczynnik rho Spearmana
- W fizyce:
  - gęstość
  - opór właściwy
  - gęstość ładunku elektrycznego
  - mezon ρ
- W teorii liczb nazwa algorytmu rozkładu liczby na czynniki pierwsze: rho Pollarda.

## Kodowanie
W Unicode litera jest zakodowana:
| Znak | Unicode | Kod HTML                      | Nazwa unikodowa          | Nazwa polska             |
| ---- | ------- | ----------------------------- | ------------------------ | ------------------------ |
| Ρ    | U+03A1  | &Rho; lub &#x03A1; lub &#929; | GREEK CAPITAL LETTER RHO | wielka litera grecka rho |
| ρ    | U+03C1  | &rho; lub &#x03C1; lub &#961; | GREEK SMALL LETTER RHO   | mała litera grecka rho   |

W LaTeX-u używa się znacznika:
| Znak                         | LaTeX |
| ---------------------------- | ----- |
| {\displaystyle \mathrm {P} } | \Rho  |
| {\displaystyle \rho }        | \rho  |